# Emiel Puttemans
Emiel Adrien „Miel” Puttemans (ur. 8 października 1947 w Vossem) – belgijski lekkoatleta długodystansowiec,  medalista olimpijski z Monachium, wielokrotny rekordzista świata.
Wystąpił na igrzyskach olimpijskich w 1968 w Meksyku, gdzie zajął 12. miejsce w finale biegu na 5000 metrów. Na mistrzostwach Europy w 1969 w Atenach był siódmy na tym samym dystansie. Podczas halowych mistrzostw Europy w 1970 w Wiedniu zajął 6. miejsce w finale biegu na 3000 metrów. Na mistrzostwach Europy w 1971 w Helsinkach był 6. w biegu na 5000 metrów. 22 sierpnia 1971 w Edynburgu ustanowił swój pierwszy rekord świata czasem 8:17,8 w biegu na 2 mile.
Rok 1972 był najlepszy w karierze Puttemansa. Na igrzyskach olimpijskich w Monachium zdobył srebrny medal w biegu na 10 000 metrów, a na 5000 metrów zajął 5. miejsce (oba biegi wygrał Lasse Virén z Finlandii). 14 września w Aarhus ustanowił rekord świata na 3000 metrów wynikiem 7:37,6. 20 września w Brukseli w jednym biegu poprawił rekord świata najpierw w biegu na 3 mile czasem 12:48,8, a potem na 5000 metrów (13:13,0).  
Zwyciężył w biegu na 3000 metrów podczas halowych mistrzostw Europy w 1973 w Rotterdamie i halowych mistrzostw Europy w 1974 w Göteborgu. Na mistrzostwach świata w biegach przełajowych w 1975 w Rabacie wywalczył wraz z kolegami brązowy medal drużynowo. Nie ukończył biegów na 5000 m i na 10 000 m na igrzyskach olimpijskich w 1976 w Montrealu. Na halowych mistrzostwach Europy w 1978 w Mediolanie zdobył srebrny medal na 3000 metrów. Na igrzyskach olimpijskich w 1980 w Moskwie odpadł w półfinale biegu na 5000 metrów. W 1982 zwyciężył w biegu maratońskim w Rzymie.
Ustanowił wiele halowych rekordów świata na 2000 metrów, 3000 metrów, 5000 metrów, 10 000 metrów, 2 mile, 3 mile i 6 mil. 
Puttemans był mistrzem Belgii na 5000 m w latach 1970-1973 oraz 1980-1981, na 10 000 m w 1974 oraz w biegu przełajowym w 1975 i 1981.

## Rekordy życiowe
- bieg na 3000 metrów – 7:37,6 (14 września 1972, Århus)
- bieg na 5000 metrów – 13:13,0 (20 września 1972, Bruksela)
- bieg na 10 000 metrów – 27:39,68 (3 września 1972, Monachium)